# Unimarc
Unimarc es una cadena chilena de supermercados, controlada desde mayo de 2008 por Álvaro Saieh, Juan Rendic y Enrique Bravo a través del grupo chileno Sociedad Supermercados SMU.
Sus actuales rostros de marca son el actor Jorge Zabaleta y el conductor de televisión Francisco Saavedra.

## Historia

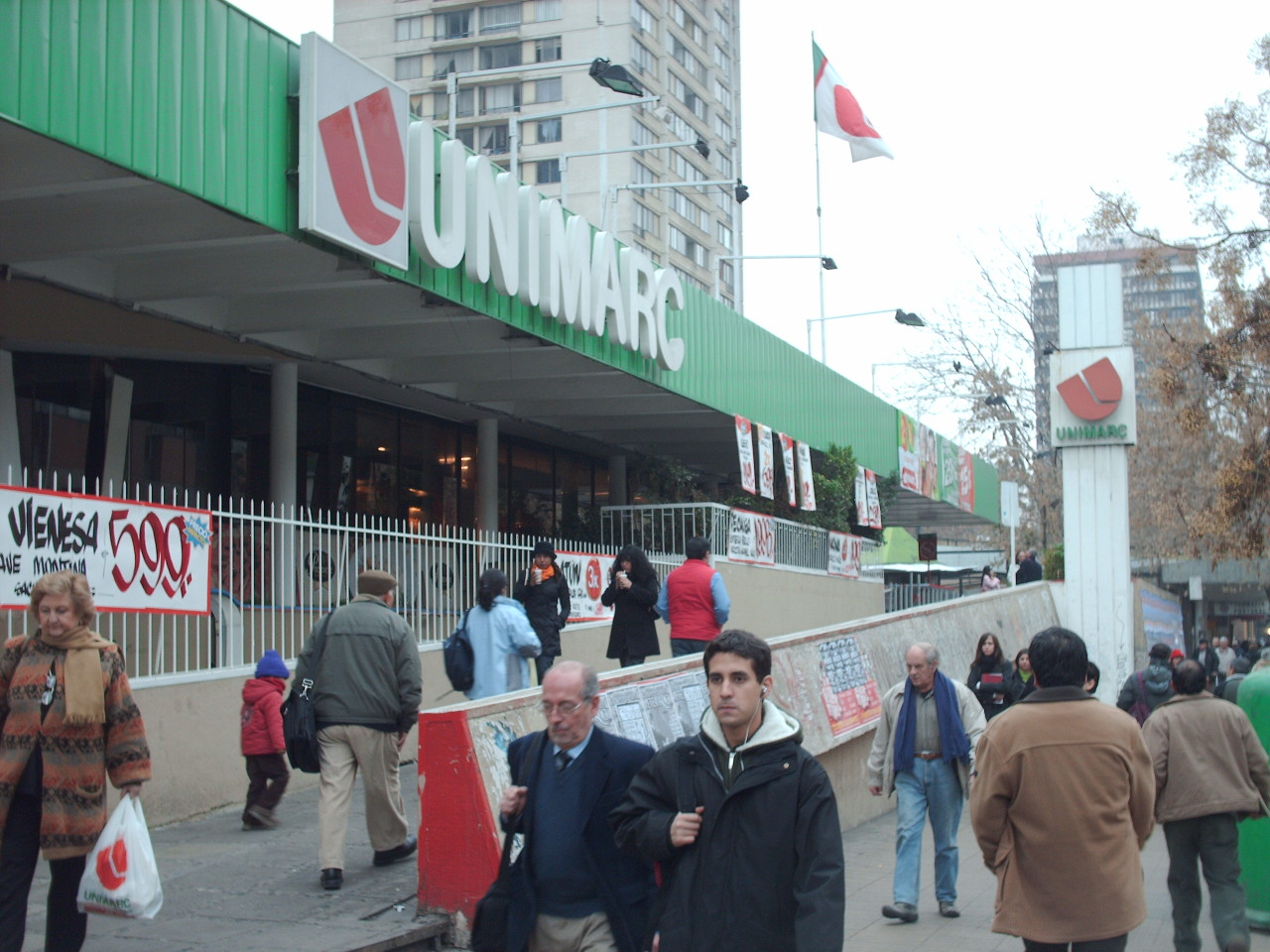
Exterior de Unimarc ubicado en Avenida Portugal, en la comuna de Santiago en julio de 2008, antes de su cambio de imagen efectuado en marzo de 2009.

Unimarc nació en mayo de 1961, inicialmente bajo el nombre de Cooperativa de Consumidores Unidos y compuesta por trabajadores de Sodimac, y que posteriormente se convertiría en Unicoop (Unión de Cooperativas de Consumo). Poco antes, en 1957 se había instalado en el entonces exclusivo barrio de Providencia el supermercado Almac, al que pronto le siguieron otros. Sus estatutos fueron aprobados y se autorizó su existencia legal el 9 de agosto de 1961.
La finalidad de Unicoop era más bien social, ofreciendo productos a bajo precio y ubicando sus locales en sectores populares. Su primer supermercado estuvo ubicado en la esquina de la Alameda con calle Dieciocho, al que se sumó otro en la avenida Carrascal, y el 6 de septiembre de 1962 inauguró un nuevo supermercado en Vitacura. El 16 de septiembre de 1964 se estableció un convenio con la Cooperativa de Empleados Particulares (Coopempart) con el cual sus socios obtendrían los mismos beneficios que los socios de Unicoop en sus supermercados.
Tras la crisis económica de mediados de los años 1970 su situación económica se vio desfavorecida. A fines de la década, fue adquirida por la Compañía de Refinería de Azúcar de Viña del Mar (perteneciente al Grupo Ross), que la renombró como Unicrav. Tras la quiebra de las empresas del grupo Ross, en 1981 fue comprada por Francisco Javier Errázuriz, quien la renombró como Unimarc el 18 de octubre de dicho año. En ese entonces, Unimarc poseía doce locales en el país. En 1985 creó la cadena Multiahorro (desaparecida en 1999, siendo absorbida por Unimarc) y en 2005 la marca Unihome, dedicada al non-food.

### Reestructuración
En mayo de 2008, Unimarc —en ese entonces con cerca de 40 locales a nivel nacional— es adquirida por el empresario Álvaro Saieh, quien funda la sociedad SMU y la anexó a una serie de cadenas regionales como Deca (mediante una asociación con la familia Rendic), Bryc, Korlaet, Cofrima, entre otras, siempre con Unimarc a la cabeza, convirtiéndose en la red de supermercados más grande de Chile, superando en número de locales a sus competidores. A pesar de lo anterior, se ubica en el tercer lugar por participación nacional, tras Walmart y Cencosud; y por sobre Falabella (Tottus). A fines de 2008, SMU adquirió otras 19 cadenas supermercadistas. Tras ello se inició el proceso de unificación de filiales, reuniendo las más de 20 que controlaba en dos marcas, Unimarc y Mayorista 10, ya que tras un acabado estudio, se concluyó que la primera encerraba gran potencial, dado su alto nivel de recordación.

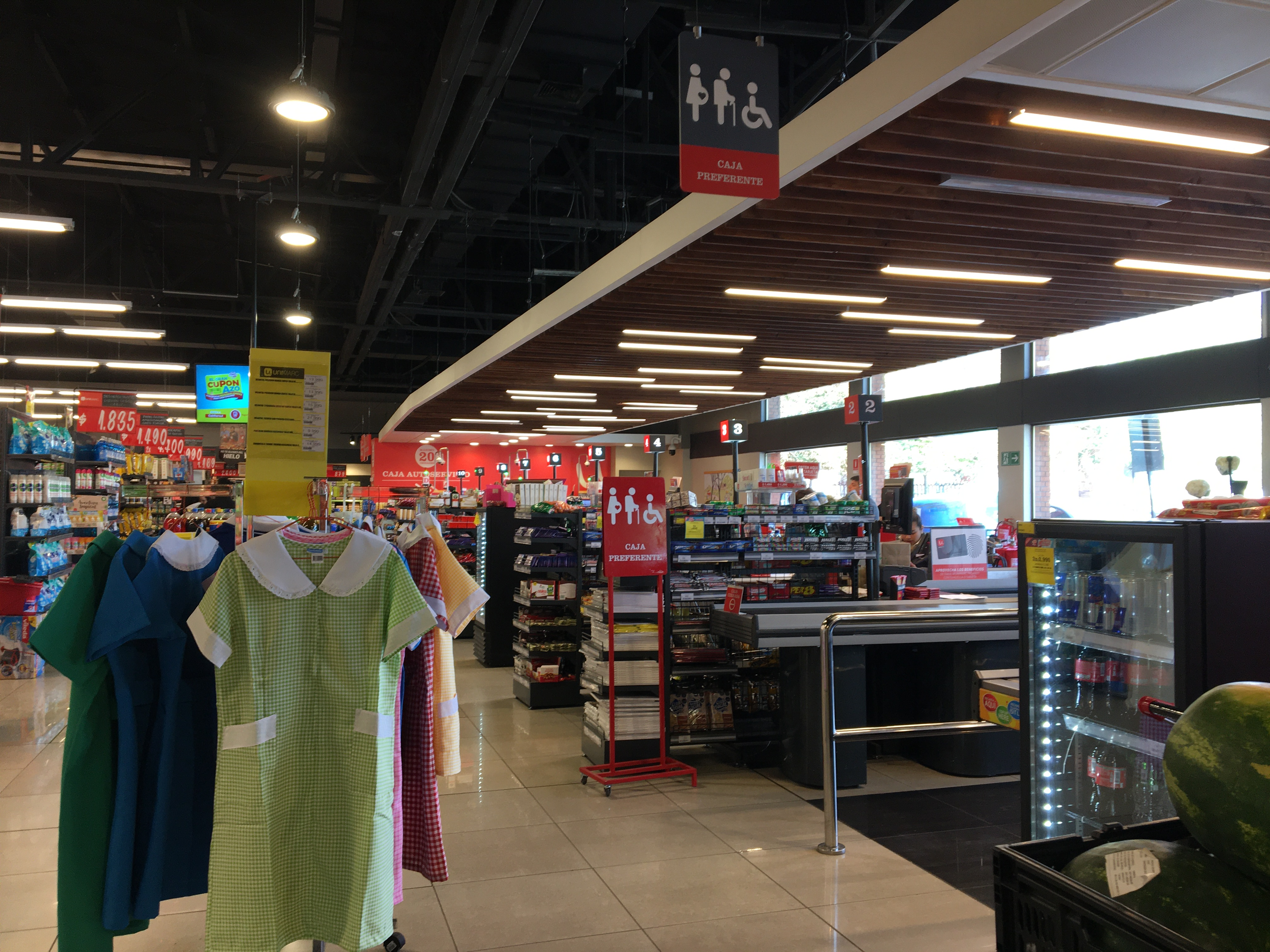
Interior Unimarc Santa María de Manquehue, en Vitacura

Como parte de esta nueva etapa, en la mayoría de sus salas se abandonó la venta de artículos de vestuario y textil (Unihome), concentrando su stock en alimentos, y reposicionando a Unimarc como una tienda más cercana, moderna y fresca, con gran surtido de comestibles. Además, en marzo de 2009 se cambió la imagen corporativa de la empresa, con nuevos colores corporativos y un nuevo logo, que se ha establecido de manera progresiva en las sucursales del país.
Además de Rendic Hermanos, controladora de Unimarc, SMU maneja en Chile las cadenas Alvi, Super 10, Mayorista 10 y el e-commerce Unimarc.cl. En tanto, en Perú operan las marcas MaxiAhorro y Mayorsa. 

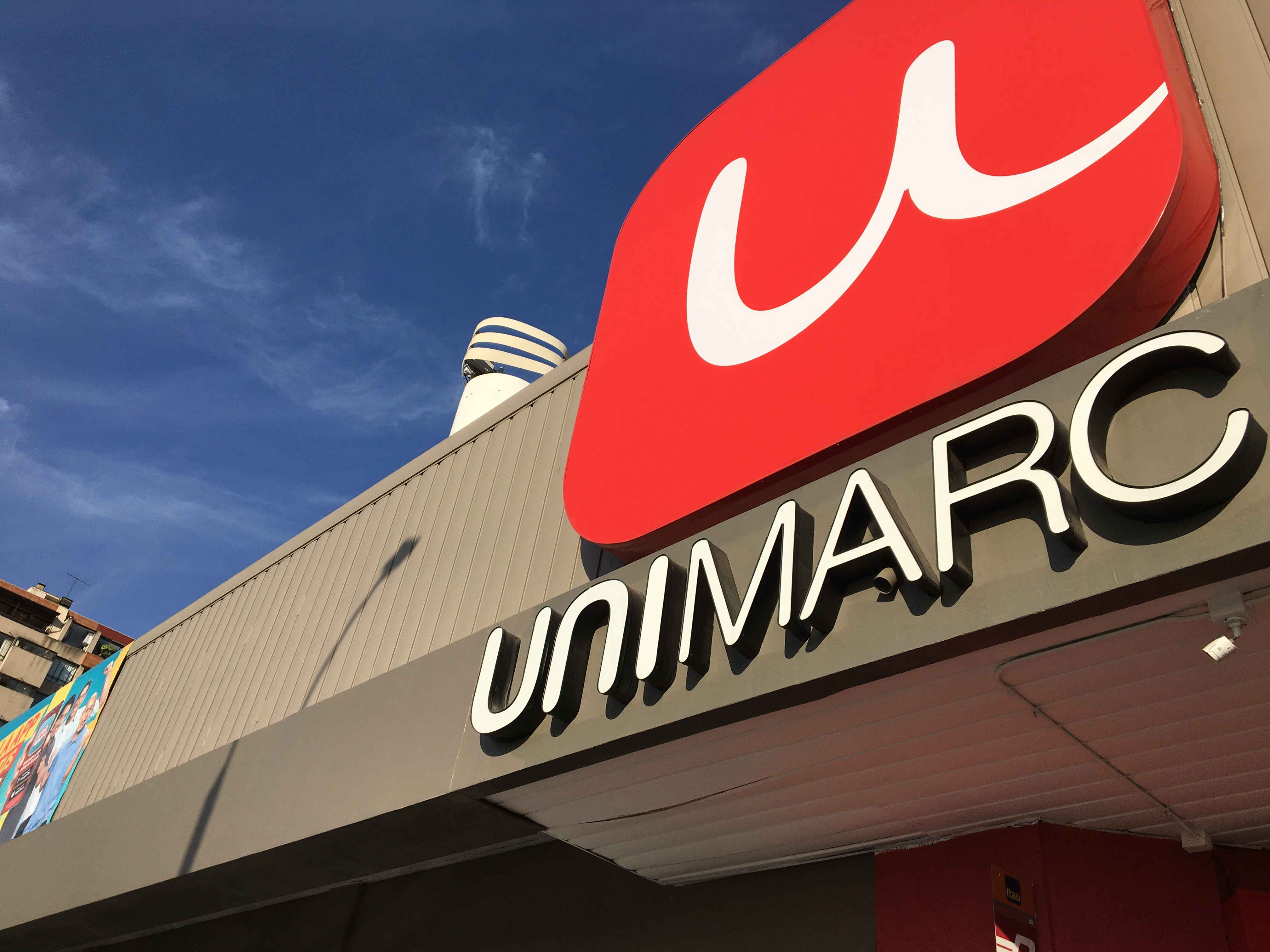
Exterior Unimarc Manquehue, en Las Condes

En septiembre de 2011 se anuncia la fusión de SMU con Supermercados del Sur que manejaba las marcas Bigger y MaxiAhorro. Ese mismo año, Unimarc vuelve a la campaña de la Teletón, luego de haber participado como auspiciador como Unicoop en 1978, 1979, 1980 y su actual nombre en 1981, pero esta vez lo hace de una forma diferente, a pesar de no auspiciar la campaña, sino que bajo el título Desafío Guatita Llena, Corazón Contento.
Desde 2017, Unimarc comienza a remodelar sus salas de venta nuevamente. Según la compañía, esto se enmarca en el proceso de mejoramiento de salas, que busca renovar aproximadamente 150 locales al 2022.
El proceso comenzó en el local de Bilbao, en la ciudad de Iquique, para luego dar paso a otros supermercados en el sector oriente de Santiago, como tres locales de Ñuñoa y dos de Las Condes, asimismo en otras ciudades de Chile también se remodelan locales, como es el caso del local de Reñaca o Villa Alemana en la región de Valparaíso. 
Entre los cambios más significativos es el reordenamiento de secciones en el supermercado, partiendo por verdulería, siguiendo por carnicería y celebración, además del cambio de iluminación, cajas y máquinas de frío más amigables con el medioambiente.

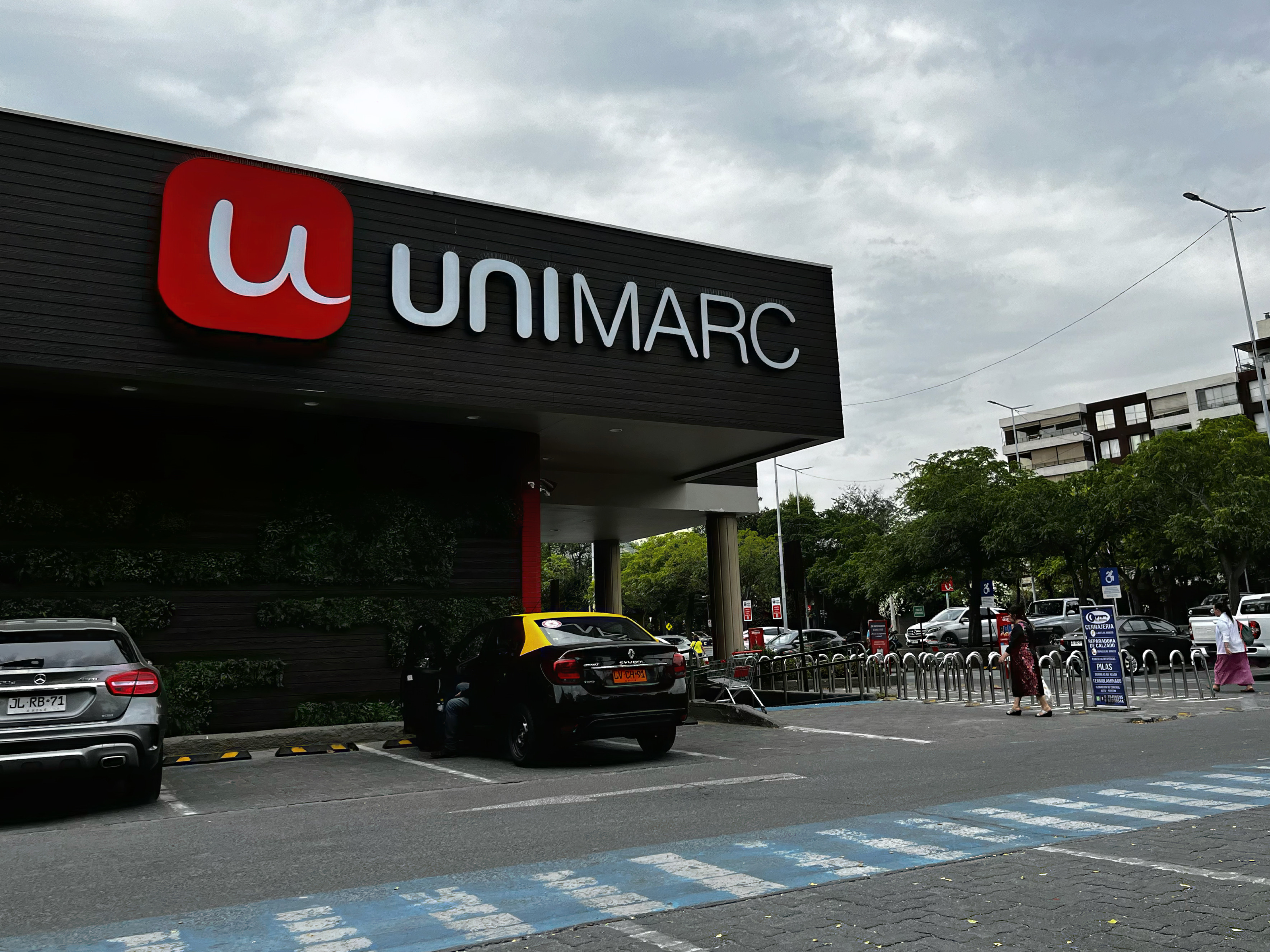
Exterior Unimarc Las Tranqueras, en la comuna de Vitacura.

Asimismo, desde fines de 2018 se empiezan a incorporar cajas de autoservicio (self-checkout) en distintas salas de la cadena a lo largo del país. De esta forma, Unimarc se une al resto de cadenas de supermercados en Chile, que contaban con este tipo de cajas desde hace años, como es el caso de Jumbo de Cencosud o Líder de Walmart.

### Operación en Argentina
Entre 1991 y 1998, Unimarc operó en Argentina, donde llegó a tener seis locales. En junio de 1998, Unimarc firmó un convenio con la filial argentina del Lloyds Bank. A fines de 1998, Unimarc se retiró de Argentina, pasando a manos cuatro de sus locales a la cadena de supermercados Norte y los dos restantes a la multinacional chilena Cencosud. Las sucursales de Norte fueron renombradas a Carrefour en 2007.

## Marcas

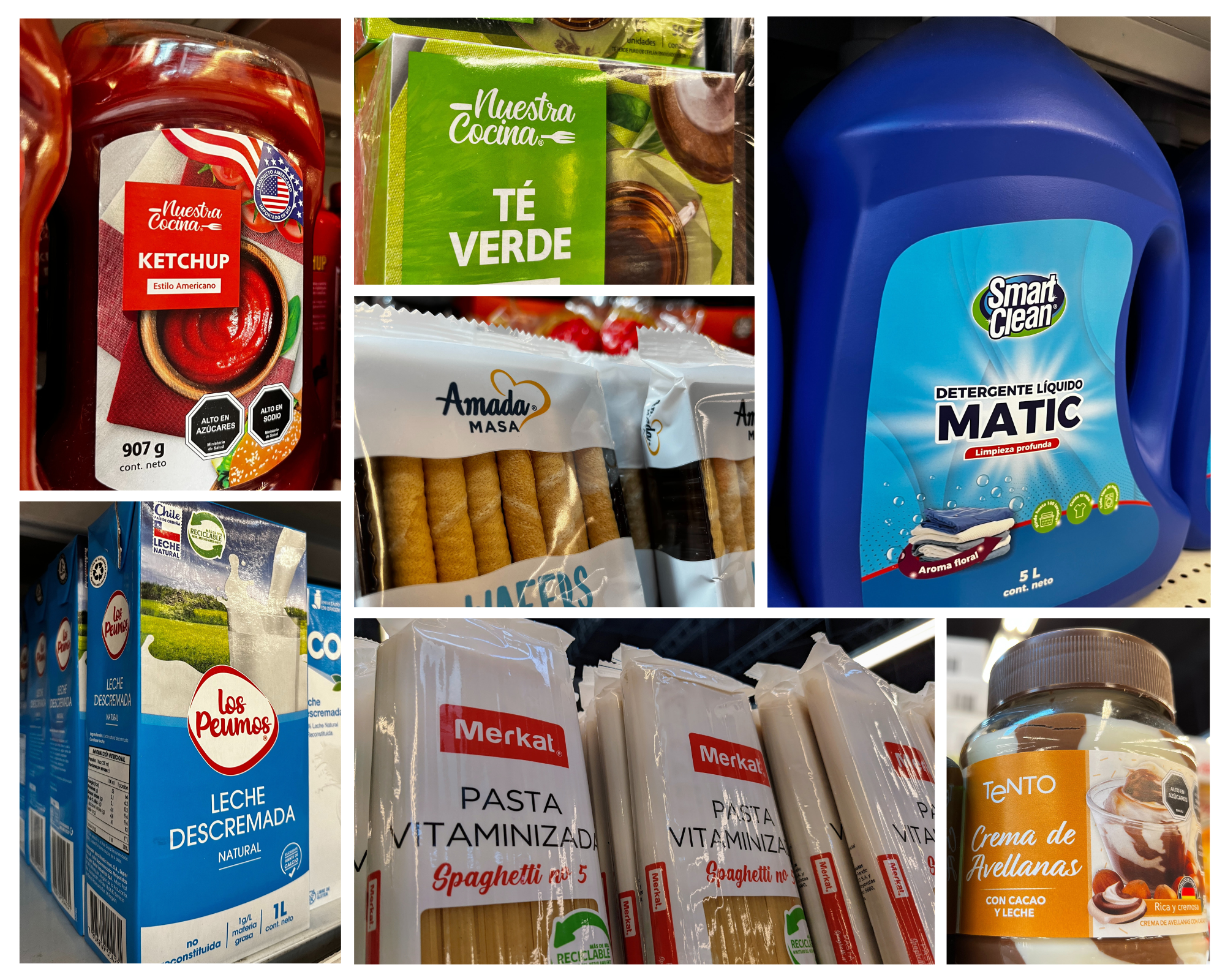
Algunas de las marcas propias de Unimarc; se destaca la principal marca Nuestra Cocina.

### Marcas propias
En el segmento de abarrotes, SMU ofrece y distribuye en todos sus formatos la marca Nuestra Cocina, que incluye productos de despensa. Asimismo, de una serie de marcas específicas para cada categoría de consumo, entre ellas Fundo Río Alegre, Amada Masa, Tento, etc.
Otras marcas son Merkat, Como en Casa, Waitrose, My Way, Cuatro Estaciones,  Azul Profundo y Los Peumos, mientras que en el área non-food se encuentran D-Kora y Kasa (Hogar y menaje), Kids for Kids (Vestuario y cuidado infantil), Line Up (Vestuario), Smart Clean (Limpieza), B' Beauty (Cuidado personal), Nubelín (Papel higiénico, de cocina y servilletas), Blitz (Electro), Rave y Wild Mountain (Outdoor y productos para ejercicio), Artidea (Artículos de papelería),  The Boss (Alimento y cuidado de mascotas) y Santo Gusto y Partner & Co (Productos para canal HORECA) 

### Club Unimarc
El Club Unimarc es un club para los clientes de Unimarc que ofrece descuentos en cientos de productos del supermercado, ofertas exclusivas y, además, rebajas en los precios en 50 cadenas de restaurantes, beneficios de entretención, salud y viajes, entre otros. Todas las ofertas de Unimarc son exclusivas para los clientes del Club.
Este programa de fidelización se trata del relanzamiento de la marca, luego de ser reemplazada en enero de 2017 por el "Club Ahorro Unimarc'', que operaba de una manera similar. 

### Food Market

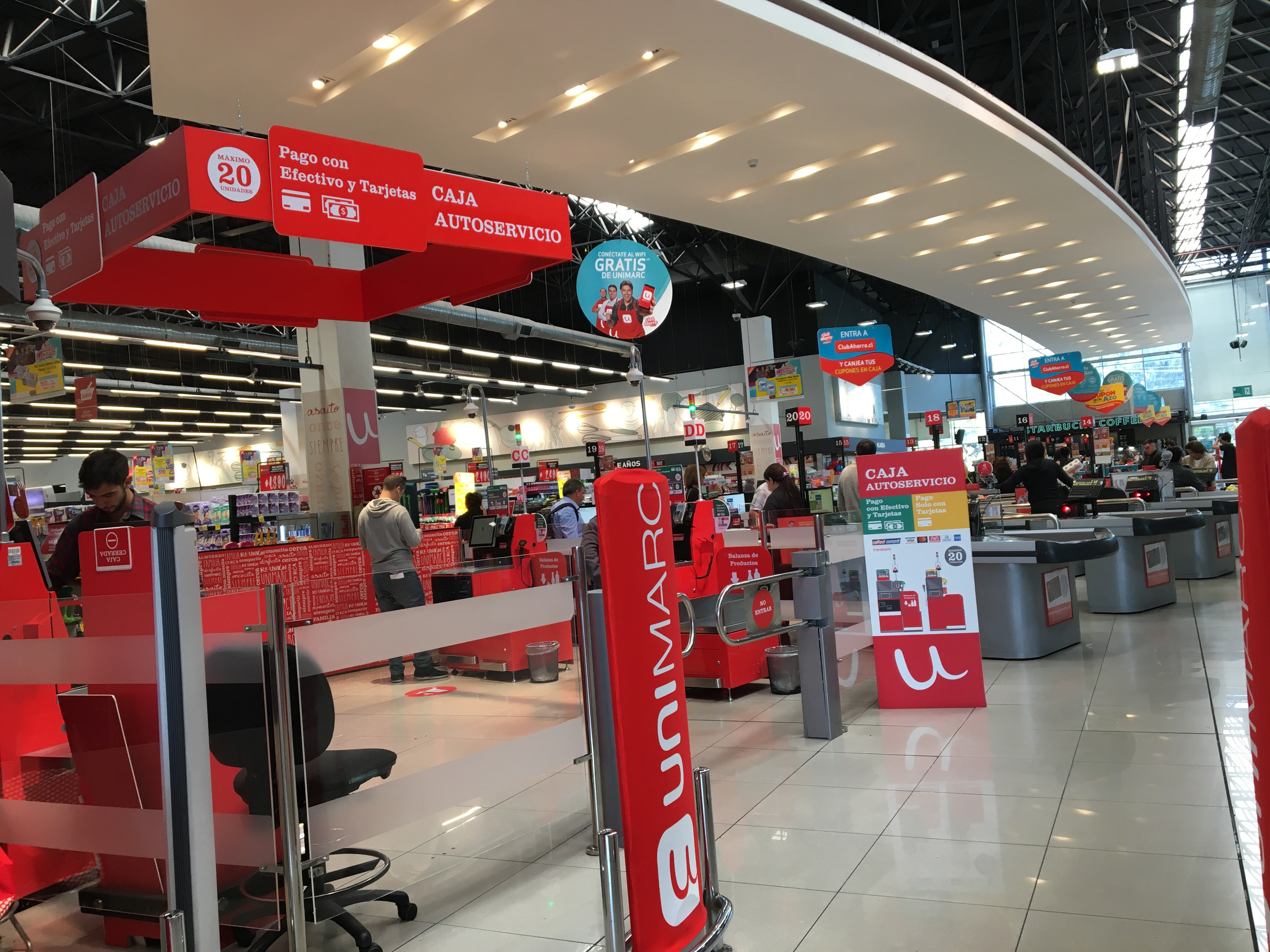
Interior de Unimarc Food Market Los Militares, en la comuna de Las Condes

En agosto de 2010, Unimarc presentó al mercado el concepto Food Market, un cruce entre el supermercado tradicional y la tienda gourmet especializada, con islas especiales de panadería, pastelería y platos gourmet y un amplio surtido de orgánicos, sumados a gran cantidad de alimentos y bebestibles importados y de gran calidad.
Actualmente el formato ya no se encuentra en desarrollo, y los tres locales que se inauguraron con la marca Food Market se convirtieron en locales convencionales de Unimarc.
El primer local Unimarc Food Market se ubicó en la Avenida Manquehue Norte, en un exlocal de Santa Isabel, otro local estaba en La Florida, en las esquinas de Avda. Vicuña Mackenna con Mirador Azul, ex Homecenter Sodimac. El más reciente y último fue inaugurado en el acomodado sector de Los Trapenses, en la comuna de Lo Barnechea, dentro del Mall Vivo Los Trapenses.